# Höfen (Grafrath)
Höfen ist ein Gemeindeteil von Grafrath im oberbayerischen Landkreis Fürstenfeldbruck.
Das Kirchdorf liegt auf halber Höhe am nördlichen Hochufer der Amper.

## Geschichte
Höfen kam 1322 mit der Kirche und der Burg Wildenroth durch Kaiser Ludwig an das Kloster Fürstenfeld.
Am 1. Juli 1972 kam Höfen als Ortsteil der ehemals selbständigen Gemeinde Wildenroth zu Grafrath.

## Baudenkmäler
Siehe auch: Liste der Baudenkmäler in Höfen
- Katholische Pfarrkirche Mariä Himmelfahrt

## Bodendenkmäler
Siehe: Liste der Bodendenkmäler in Grafrath